# Walter Crickmer
Walter Raymond Crickmer (Wigan, 1899. december 17. – München, 1958. február 6.) angol labdarúgóedző és klubtitkár.
Crickmer 1926-ban lett a Manchester United titkára. Kétszer is volt a csapat menedzsere, 1931. április 1-től 1932. június 1-ig, illetve 1937. augusztus 1-től 1945. február 1-ig. James W. Gibson csapattulajdonossal együtt nagy szerepet játszott a klub utánpótlás-fejlesztésének kialakításában. 32 évet töltött a Unitednél, mielőtt az 1958. február 6-i müncheni légikatasztrófában életét vesztettete. A Stretfordi Temetőben van eltemetve.
1921-től haláláig Nellie Robertsonnal élt házasságban. Egy lányuk született, Beryl.

## Statisztika
| Csapat            | -tól               | -ig              | Teljesítmény | Teljesítmény | Teljesítmény | Teljesítmény | Teljesítmény |
| Csapat            | -tól               | -ig              | M            | Gy           | D            | V            | Gy %         |
| ----------------- | ------------------ | ---------------- | ------------ | ------------ | ------------ | ------------ | ------------ |
| Manchester United | 1931. április 1.   | 1932. június 1.  | 43           | 17           | 8            | 18           | 39.53        |
| Manchester United | 1937. augusztus 1. | 1945. február 1. | 76           | 30           | 24           | 22           | 39.47        |